# Cladura recurvalis
Cladura recurvalis là một loài ruồi trong họ Limoniidae. Chúng phân bố ở miền Cổ bắc.